# فابريسيو ألفارو
فابريسيو ألفارو (بالإسبانية: Fabricio Alfaro)‏ (3 ديسمبر 1990 بسان سلفادور في السلفادور - ) هو لاعب كرة قدم سلفادوري في مركز الوسط. شارك مع منتخب السلفادور تحت 20 سنة لكرة القدم ومنتخب السلفادور تحت 21 سنة لكرة القدم ‏. أما مع النوادي، فقد لعب مع Santa Tecla F.C. ‏ وأتلتيكو مارته ‏ وسان سلفادور ‏ وA.D. Chalatenango ‏ ونادي جامعة  السلفادور ‏ ونادي لويس أنخيل فيربو ونادي هيريديانو.

## وصلات خارجية
- فابريسيو ألفارو على موقع قاعدة بيانات كرة القدم.إي يو (الإنجليزية)